# Ерік Віналда
Ерік Босвелл Віналда (англ. Eric Boswell Wynalda; нар. 9 червня 1969, Фуллертон, Каліфорнія) — американський футболіст і гравець збірної США. Виступав на позиції нападника. У складі збірної брав участь у трьох чемпіонатах світу. По завершенні ігрової кар'єри — тренер.
У 1996 році Віналда забив перший гол в історії MLS. Також був найкращим бомбардиром збірної США до 2008 року, коли за цим показником його обійшов Лендон Донован. Ерік Віналда був обраний у Національну футбольну залу слави у 2004 році.

## Ранні роки
Віналда народився 9 червня 1969 року в каліфорнійському місті Фуллертон. У дитинстві він грав за команду «Вестлейк Вулвз», тренером якої був батько Еріка. Його команда виграла чемпіонат штату, а Віналда став найкращим бомбардиром з 56 голами в 16 іграх. Пізніше Віналда грав за шкільну команду Вестлейка.

## Клубна кар'єра

### Допрофесійна кар'єра
Віналда навчався в державному університеті Сан-Дієго і з 1987 по 1989 роки виступав за університетську команду. З 1988 по 1989 роки він грав за професійну команду «Сан-Дієго Номадс», у складі якої провів 6 ігор.

### Професійна кар'єра
Напередодні чемпіонату світу 1990 року Федерація футболу США уклала контракт з гравцем. Після чемпіонату він був орендований клубом «Сан-Франциско Бей Блекхоукс». За три сезони футболіст провів 17 матчів, забивши 5 голів.
У серпні 1992 року німецький клуб «Саарбрюкен» взяв американського гравця в оренду за 45 тисяч доларів. Після переходу Віналда став першим американцем, який зіграв у Бундеслізі. У першій половині сезону гравець забив 8 голів, тому клуб остаточно викупив права на футболіста, доплативши 405 тис. $. У тому сезоні Віналда отримав приз найкращого новачка Бундесліги. У сезоні 1993/94 «Саарбрюкен» виступав у другій Бундеслізі, за підсумками сезону зайняв чотирнадцяте місце. Віналда виходив на поле 29 разів, забив 12 голів і був визнаний найкращим гравцем ліги. В кінці сезону американський футболіст був проданий в «Бохум» за 850 тисяч доларів.
У 1996 році Віналда повернувся в США, де підписав контракт з MLS. Футболіст приєднався до команди «Сан-Хосе Клеш». 6 квітня 1996 року в матчі проти «Ді Сі Юнайтед» Віналда забив перший гол в історії ліги. По закінченні сезону, в якому гравець провів 27 матчів і забив 10 м'ячів, Ерік був названий Футболістом року в США.
У 1999 році Віналда був відданий в оренду в мексиканський клуб «Леон». Незабаром він отримав травму лівого коліна і вибув з ладу на декілька місяців. Після відновлення футболіст протягом трьох років змінив кілька американських клубів: «Маямі Ф'южн», «Нью-Інгланд Революшн», «Чикаго Файр».
У 2002 році Віналда намагався перейти в «Лос-Анджелес Гелексі», оголосивши, що хоче незабаром завершити кар'єру. Але контракт так і не був погоджений, тому Віналда вирішив завершити професійну кар'єру.

## Кар'єра в збірній
Віналда дебютував у збірній США 2 лютого 1990 року в матчі проти Коста-Рики. 14 березня 1990 року він підписав контракт з федерацією футболу США, щоб мати можливість брати участь в чемпіонаті світу 1990. У 1992 році американський футболіст з командою став бронзовим призером Кубка Короля Фахда.
На чемпіонаті світу 1994 року Віналда провів всі три матчі у складі збірної США. 18 червня 1994 року він ударом зі штрафного з відстані близько 25 метрів забив гол у ворота збірної Швейцарії. Тим самим він допоміг своїй команді домогтися важливою нічиї 1:1. У 1995 році Віналда взяв участь у Кубку Америки.
У 1998 році Віналда поїхав на чемпіонат світу у Франції, який став для гравця третім за рахунком. Після закінчення чемпіонату на його рахунку було 20 голів за збірну.
Коли Віналда завершив кар'єру у збірній, то на його рахунку було 106 ігор за національну команду. В цих матчах американський гравець зумів забити 34 голи, що було рекордним показником для збірної США до 2007 року. У 2007 році Лендон Донован зрівнявся з ним за кількістю голів, відзначившись з пенальті у фінальному матчі Золотого кубка КОНКАКАФ 2007 року проти Мексики. Віналда перестав бути рекордсменом за кількістю забитих голів 19 січня 2008 року, коли Донован в товариському матчі вразив ворота Швеції.

## Після закінчення кар'єри
У 2005 році клуб «Бейкерсфілд Брігейд» найняв Еріка на посаду технічного директора команди, а у 2007 році Віналда погодився на короткостроковий контракт футболіста. 1 травня 2008 року Віналда підписав контракт, згідно з яким він був повноправним членом команди на сезон 2008 року.
Також Віналда продовжував грати в аматорському клубі «Голлівуд Юнайтед», який виступав в Олімпійській футбольній лізі Лос-Анджелеса.

## Поза футболом
Після відходу зі спорту Віналда працював футбольним аналітиком на телевізійному каналі ESPN. У 2007 році він був головним аналітиком сезону MLS не тільки на ESPN, але і на ABC.
У 2008 році Віналда став оглядачем газети Major League Soccer Magazine — незалежного футбольного журналу в Лос-Анджелесі.
У серпні 2009 року Віналда став співведучим програми Fox Football Fone-in на каналі Fox Soccer Channel. Крім того, він почав працювати коментатором матчів MLS на різних каналах.

## Титули і досягнення
- Переможець Золотого кубка КОНКАКАФ: 1991
- Срібний призер Золотого кубка КОНКАКАФ: 1993, 1998
- Бронзовий призер Золотого кубка КОНКАКАФ: 1996